# 정현웅 (화가)
정현웅(鄭玄雄, 1910년 9월 20일 ~ 1976년 7월 30일)은 일제강점기의 화가이다.

## 생애
1910년 9월 20일 경성부 종로구에서 태어나 경성제이고등보통학교를 졸업했다. 경성제이고보 재학 중 조선미술전람회에 〈고성(古城)〉을 출품하면서 미술계에 데뷔하였다. 이후 일본에 유학하여 가와바타 미술학교를 다니기도 했으나, 곧 귀국하여 삽화가로 일하게 되었다.
이무영의 신문 연재 소설 《먼동이 틀 때》를 시작으로, 이기영의 《어머니》, 채만식의 《탁류》, 이태준의 《청춘무성》 등 많은 연재 소설의 삽화가 정현웅의 손을 거쳐나왔다. 동아일보와 조선일보 등 신문사 소속의 출판미술가로 일하면서 유화, 인물화를 즐겨 그려 선전에 총 13 차례 입선했고, 전위적인 작가들의 모임인 《34문학》 동인으로도 활동했다.
광복 후 미술인 단체인 조선미술건설본부의 서기장을 맡고 조선미술동맹에 참가하여 좌익 성향을 보였다. 대한민국 건국으로 좌익 탄압이 심해지면서 월북 또는 전향을 택해야 하는 상황 속에서 보도연맹에 가입하여 전향 하였으나, 한국 전쟁 발발 후 결국 월북했다.
정현웅은 북한에서도 조선화가로서 왕성한 활동을 보여 월북 예술인 가운데 특별히 성공한 편으로 꼽힌다. 고분 벽화의 모사로 독자적인 위치를 구축한데다 역사화가로서도 명성을 쌓았다. 안악고분, 강서고분, 공민왕릉 벽화를 모사하였으며, 〈전주성 입성〉(1961), 〈거란 침략자를 격멸하는 고려군〉(1965) 등의 역사화를 그려 높은 평가를 받았다.
월북 전 대표작으로는 만주로 떠나는 유랑민의 고달픈 현실을 사실적으로 그려낸 유화 〈대합실〉(1941)이 꼽힌다. 한편 《신시대》(新時代), 《반도의 빛》(半島の光, 조선금융조합연합회 기관지), 《소국민》(小國民), 《방송지우》(放送之友, 조선방송협회 기관지) 등의 각종 잡지에 일본의 침략 전쟁, 근로보국, 식량 증산, 전쟁 참여 독려를 비롯한 일본의 식민 통치 정책을 선전하는 표지화와 삽화를 그린 행적 때문에 친일 화가 논란이 있었으나 직업 삽화가로서 생계를 위한 행위였다는 점을 인정받아 국가기관인 친일반민족행위진상규명위원회가 발표한 친일반민족행위자 명단에서 삭제하였다.
서울에 부인과 3남 1녀 등 가족을 모두 두고 월북하였고, 1956년 북한에서 역시 월북한 배우 남궁련과 재혼하였다. 1976년 폐암으로 사망했다.

## 작품목록
- 1940 홍길동, 잡지 소년(조선일보사)
- 1946/47? 콩쥐팥쥐, 동문사
- ? 아리 바바
- 1948 노지심, 동문사
- 1948 베-토-벤, 동문사
- 1949 뀌리-부인, 어린이세계(신기문화사)

## 가족 관계
- 아내는 남궁요안나이었으며, 월북 배우 남궁련씨 재혼하였다.
- 아들은 정지석 대한민국의 기업가이다.

## 같이 보기
- 조선미술건설본부

## 참고자료
- 조영복 (2002년 9월 10일). 〈정현웅 - 천년의 시간을 되살려낸 역사화가〉. 《월북 예술가, 오래 잊혀진 그들》. 서울: 돌베개. ISBN 978-89-7199-150-3.
- 정현웅기념사업회 (2012년 1월 20일). 《만화가 정현웅의 재발견》. 서울: 현실문화. ISBN 978-89-6564-036-3.
- 조은정 (2005년 3월 16일). “6.  미술가와 친일 2 - 유채 : 《조선미전》과 친일미술인”. 컬처뉴스.
- 이태호 (2000년 4월 15일). “6. 미술가와 친일 3 - 조소, 삽화, 만화, 표지화 ①, ②”. 컬처뉴스.